# Драгиша Станојевић
Драгиша Станојевић (Београд, 4. април 1844— Ниш, 9. новембар 1918) српски је политичар, правник и књижевник. Био је управник Народне библиотеке у Београду од јула 1897. до септембра 1900. године. Докторирао је права у Бону. Бавио се политиком и био је социјалиста, дуго времена је провео у изгнанству из Србије.

## Биографија
Он је син пуковника Јеремије Станојевића (1808-1869) и Марије Ненадовић (1817-1908). По оцу је унук кнеза Николе Станојевића и праунук кнеза Станоја из Зеока, а по мајци је унук проте Матеја Ненадовића и праунук обор-кнеза Алексе Ненадовића.
Уз Димитрија Туцовића и Радована Драговића био је један од познатијих српских социјалиста. Као књижевник познат је по добрим преводима и препевима класичних дела италијанске књижевности: Дантеове „Божанствене комедије“, Тасовог „Ослобођеног Јерусалима“, Ариостовог „Бесног Роланда“.
После студија у Немачкој 1865. год одлази у Париз. По повратку у земљу 2. септембра 1867. године постаје професор на Правном факултету у Великој школи. После убиства Кнеза Михаила на Кошутњаку, Драгиши се суди јер је са групом студената изашао на улицу. И ако ослобођен кривице са својим оцем и стрицем Јаковом који су такође окривљени за заверу па ослобођени, напустио је Србију. Враћа се после 14 година и запошљава се као секретар у Министарству Финансија. Због симпатија према Радикалној странци иста га 1890. године поставља за владиног комесара Народне банке а исте године као кандидат Радикалне странке постаје посланик у Скупштини. Од 1897. год. Драгиша Станојевић углавном живи од свог књижевног рада.
Док је био на месту управника, бринуо је о побољшању материјалног положаја библиотеке, утврдио стварно стање фонда, а посебну пажњу је посветио враћању више хиљада публикација позајмљених из библиотеке. Радио је на изради закона о Народној библиотеци у Београду од 1901. године.

## Одабрана дела
- Писмо народу српском : од народног посланика Драгише Станојевића
- Чему се спрема Србија, а шта се приправља на западу : отворено писмо Г. Јовану Павловићу
- Глухо доба у Радикалној странци
- Кајмакамци : два листа из српске историје, један прљав и мрачан, други чист и светао
- Вођама омладинским - говори
- Шта није говорено на Св. Саву у Вел. школи? - есеј
- Шта је говорено на Св. Саву у Вел. школи? : одговор новинама „Србији“ од 17. јануара - есеј
- Династијашима - есеј
- Немачка мисија на Истоку
- Интереси српства
- Песме против тираније - поезија
- Ђацима четврте године Правног факултета београдског - говори